# 绕桶赛

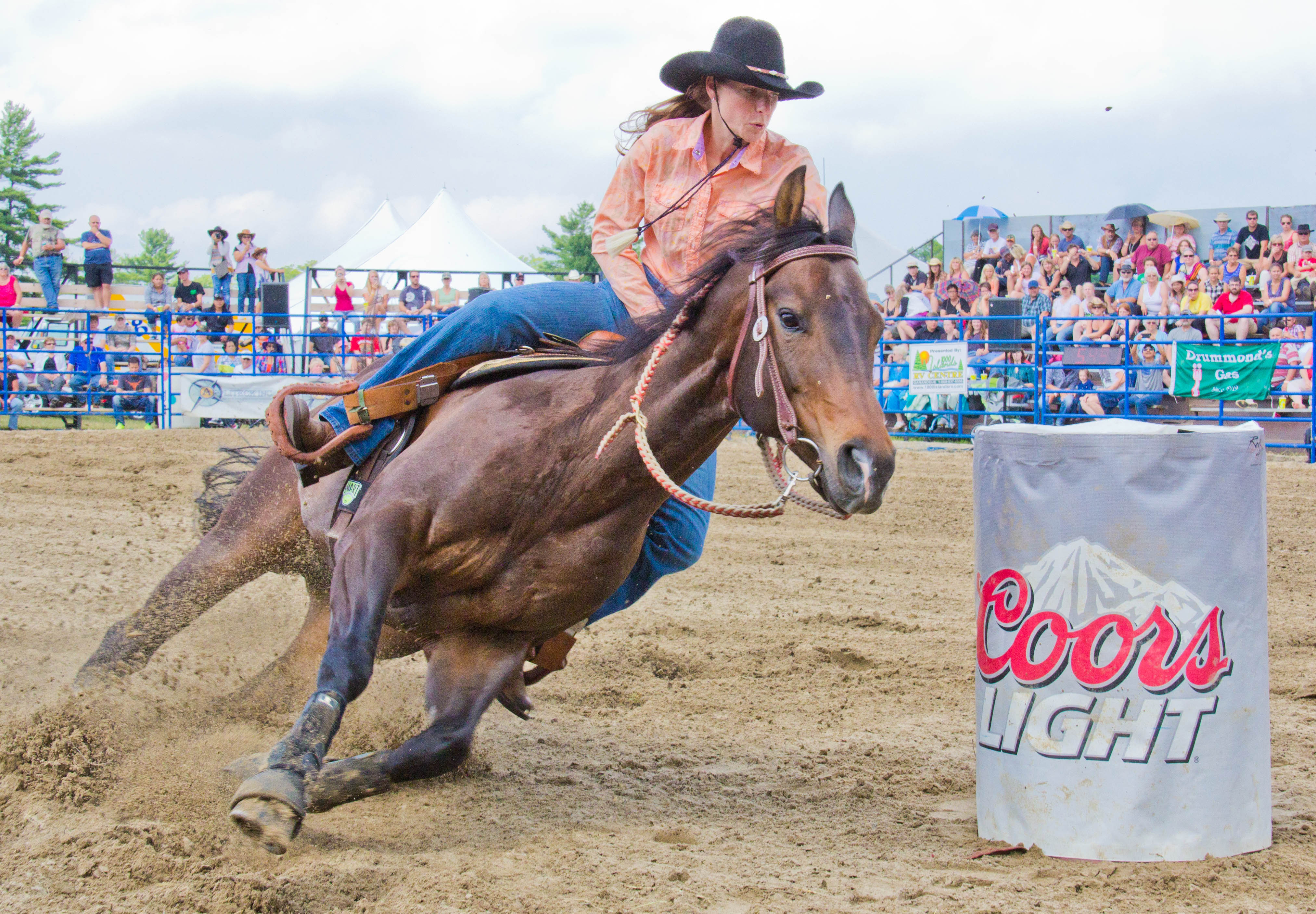
绕桶赛

绕桶赛是一项牛仔競技项目，參加繞桶賽的骑手和马要试图以最快的速度绕着预先放好的三個桶跑，而且總里程類似三叶草的輪廓，因為將三個桶連起來，恰好是一個三角形。绕桶赛通常是女子项目，但也有男子會參加這項賽事。要想有出色的成績，马的跑動能力和骑手的駕馭能力必不可少，具備上述能力，選手才能安全、成功地騎著馬順利绕过竞技场内放置的三个桶。